# Athamanta cortiana
Athamanta cortiana är en växtart i släktet Athamanta och familjen flockblommiga växter. Den beskrevs av Erminio Ferrarini 1965.
Athamanta cortiana är en perenn art som är endemisk i norra Italien.